# Peromyscus mexicanus
Il peromisco messicano (Peromyscus mexicanus (Saussure, 1860)) è un roditore della famiglia dei Cricetidi originario dell'America centrale.

## Descrizione
Gli esemplari adulti presentano una lunghezza testa-tronco di 94-125 millimetri e una coda di 95-132 millimetri. Il peso si aggira tra i 40,3 e i 56,5 grammi nei maschi e tra i 35,0 e i 47,0 grammi nelle femmine non fecondate. La pelliccia, corta e morbida, va dal marrone al rosso cannella sul lato superiore, mentre il lato inferiore è bianco crema. Le orecchie sono di colore marrone scuro con un debole bordo biancastro. Le zampe posteriori sono bianche e le articolazioni tarsali sono marrone scuro. La coda è per lo più liscia, debolmente squamosa, mostra dei peli difficilmente riconoscibili ed è bicolore, scura e leggermente maculata sopra, bianco opaco sotto. La formula dentaria è I2/2-C0/0-P0/0-M3/3.
Il peromisco messicano si può distinguere dalle altre specie di peromisco (Peromyscus) per la quasi completa mancanza di peli sulla coda.

## Distribuzione e habitat
Il peromisco messicano si incontra, con diverse sottospecie, dal Messico a Panama. Predilige le foreste decidue tropicali di pianura, ma è stato trovato anche nelle piantagioni di caffè e canna da zucchero. Viene classificato dalla IUCN come «specie a rischio minimo» (Least Concern).

## Biologia

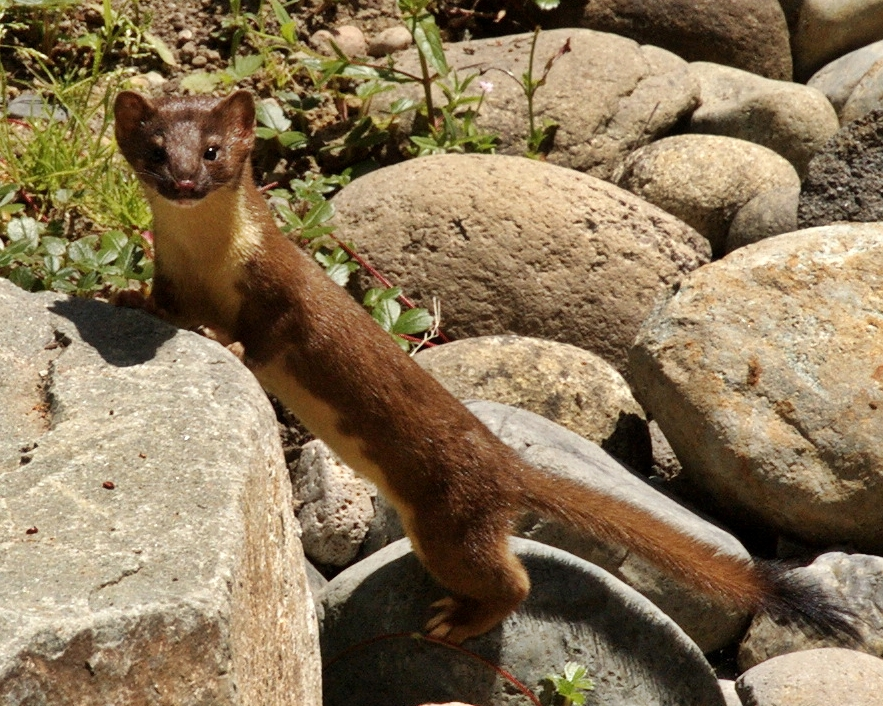
La donnola dalla lunga coda, uno dei suoi principali predatori.

Il peromisco messicano di solito vive in tane situate sotto tronchi caduti o tra le radici degli alberi. La stagione degli amori può protrarsi continuamente durante tutto il corso dell'anno. La femmina partorisce da uno a quattro piccoli. Il rapporto tra i sessi all'interno della nidiata non mostra differenze tra maschi e femmine. Dopo sei o sette giorni i piccoli iniziano a girellare intorno al nido.
Il peromisco messicano ama mangiare frutti tropicali, come il mango (Mangifera) e le specie del genere Prunus. Nelle tane sono stati trovati anche chicchi di caffè e vari semi. Anche gli artropodi (Arthropoda) costituiscono una parte importante della dieta.
Tra i predatori di questa specie figurano, tra gli altri, rapaci notturni (Strigiformes) e serpenti. Gli studi hanno dimostrato che il peromisco messicano compare anche sul menù della donnola dalla lunga coda (Mustela frenata), che svolge un importante ruolo ecologico mantenendo entro i limiti le popolazioni di Peromyscus.